# Лека, Франсуа-Жозеф
Франсуа Жозеф Лека (фр. François Joseph Lecat; 1764—1842) — французский военный деятель, бригадный генерал (1814 год), участник революционных и наполеоновских войн.

## Биография
Родился в семье врача Жана Лека (фр. Jean Baptiste Joseph Lecat) и его супруги Фердинандины Майенс (фр. Ferdinandine Cornélie Maeyens). В конце июля 1789 года вступил в батальон кармелитов Парижской национальной гвардии. В 1790 году был произведён в капралы. 22 января 1792 года определён в звании младшего лейтенанта в новый 103-й пехотный полк. С 1792 по 1793 годы служил в рядах Мозельской армии. 11 июля 1793 года Лека был прикомандирован к штабу данной армии. С 28 ноября 1793 года по 10 января 1794 года исполнял обязанности помощника полковника штаба Жакопена. Под командой генерала Гоша отличился в боях при Фрайхвайлере, на линиях Лаутера и Висамбура, а также при снятии блокады с Ландау. 16 августа 1794 года получил звание командира батальона штаба. В 1795 году определён в Рейнско-Мозельскую армию. 16 февраля 1795 года женился в Бузонвилле на Франсуазе Бланден (фр. Françoise Elisabeth Blandin). 13 июня 1795 года остался без назначения после реорганизации штабов армий. 
1 мая 1796 года понижен до капитана. 16 ноября 1796 года получил звание временного полковника штаба и определён в распоряжение генерала Гоша в штаб, предназначенный для вторжения в Ирландию. 15 декабря 1796 года вместе с генералом Гошем отплыл из Бреста на борту 32-пушечного фрегата «Фратерните», флагмана вице-адмирала Морара де Галла. В ночь с 16 на 17 декабря 1796 года, во время прохождения пролива Ра де Сен, корабли французского флота растерялись в кромешной темноте несмотря на плавучие маяки и сигнальные ракеты, вследствие чего продолжили путь в одиночку или малыми группами. 30 декабря 1796 года «Фратерните» прибыл в Бэнтри-Бэй в Ирландии и, обнаружив, что остальные корабли ушли во Францию, повернул назад и 13 января 1797 года возвратился в Рошфор. С 26 февраля 1797 года служил при штабе генерала Гоша в Самбро-Маасской армии, сражался при Нойвиде, Укерате, Альтенкирхене, Дирдорфе и Хеддесдорфе. После смерти своего начальника 19 сентября 1797 года в Вецларе, продолжил службу на Рейне. 21 июля 1798 года был прикомандирован к Ирландскому экспедиционному корпусу генерала Арди. 16 сентября 1798 года отплыл из Бреста в составе эскадры адмирала Бомпара, которая 12 октября 1798 года прибыла к побережью графства Донегол около озера Лох Суилли, но у острова Тори были атакованы британским флотом адмирала Уоррена и после ожесточённого 4-часового боя рассеяна и вынуждена отплыть обратно, не высадив десанта. 14 января 1799 года Лека был утверждён в чине полковника штаба с назначением в штаб 8-го военного округа. 21 июля 1799 года прибыл в штаб генерала Жубера в Итальянской армии. Потом под началом Шампионне в штабе Альпийской армии. В марте 1800 года занял пост начальника штаба левого крыла генерала Тюрро Итальянской армии и принял участие в кампаниях 1800-01 годов под началом генералом Массена, Брюна и Монсе. С 2 апреля 1801 года служил на территории Итальянской республики. В 1804 года был назначен начальником штаба 3-й пехотной дивизии в Брешии. В сентябре 1805 году был переведён в дивизию Гарданна. Принял участие в кампании 1805 года. Участвовал в сражениях при Вероне и Кальдьеро, находился при блокаде Венеции. В 1806 году стал начальником штаба 6-го военного округа Итальянского королевства. В ходе Австрийской кампании 1809 года сражался при Сачиле, Пальманове, Мальборгетто, Сан-Микеле, Раабе и Ваграме. 30 июня 1813 года получил должность начальника штаба губернатора Иллирийских провинций генерал-полковника Жюно. 1 октября 1813 года вернулся в состав Итальянской армии. 10 февраля 1814 года, в ходе обороны Венеции, был произведён губернатором этого города генералом Сера в бригадные генералы. При первой Реставрации возвратился в июне 1814 года в Париж и в следующем месяце определён на половинное жалование в чине полковника штаба. 3 января 1815 года вышел в отставку с производством в почётные лагерные маршалы. 7 марта 1815 года получил французское гражданство. Во время «Ста дней» присоединился к Наполеону, и 21 июня стал начальником штаба генерала Себастьяни. Принимал участие в обороне правого берега Сены между Берси и Вилеттом. 30 июня 1815 года был утверждён в чине генерала. После второй Реставрации, 18 октября 1815 года вышел в отставку с чином полковника, но не смог получить максимальной пенсии для данного звания. После Июльской революции 1830 года он с большим успехом отстаивал свои прежние притязания, и поэтому приказом от 19 ноября 1831 года он был номинально возведён в чин лагерного маршала. Умер 30 января 1842 года в Париже в возрасте 77 лет. 

## Воинские звания
- Младший лейтенант (22 января 1792 года);
- Командир батальона штаба (16 августа 1794 года);
- Капитан (1 мая 1796 года);
- Полковник штаба (16 ноября 1796 года, утверждён 14 января 1799 года);
- Бригадный генерал (10 февраля 1814 года);
- Полковник штаба (июль 1814 года);
- Лагерный маршал (7 марта 1815 года, утверждён 30 июня 1815 года);
- Полковник штаба (18 октября 1815 года);
- Лагерный маршал (19 ноября 1831 года).

## Награды
Легионер ордена Почётного легиона (5 февраля 1804 года)
 Офицер ордена Почётного легиона (14 июня 1804 года)
 Кавалер военного ордена Святого Людовика (20 августа 1814 года)